# Novověk
Novověk je označením dějinné epochy v evropských i mimoevropských oblastech. Za symbolický počátek novověku se nejčastěji považuje rok 1492, kdy Kryštof Kolumbus na své první výpravě doplul ze Španělska do Ameriky. Uvádí se též rok 1485, kdy skončila v Anglii válka Růží, dále 1453 (dobytí Konstantinopole Turky), vynález Guttenbergova knihtisku (před rokem 1450), 1517 (zveřejnění 95 tezí Martinem Lutherem) nebo 1526 (bitva u Moháče). Někdy se za počátek novověku považuje rok 1640 (začátek občanské války v Anglii).
Konec novověku (a počátek moderních dějin) je možné umístit na závěr 18. století (např. události Velké francouzské revoluce roku 1789), nebo ke konci 19. století či na začátek 20. století (konec první světové války roku 1918).
V širším pojetí se však lze setkat i s vymezením 1492 až současnost, považujícím moderní dějiny za součást novověku. Historikové dávají často přednost pojmu raný novověk.

## Charakteristika
Novověk znamená nejen pro evropské dějiny dobu převratných změn společenského, kulturního, ekonomického charakteru, ale i přechod společnosti od středověkého modelu zemědělské výroby k ekonomickým modelům kapitalismu (především v Nizozemí, Anglii), rozvoj osobní svobody a svobodné společnosti jako takové (vznik a rozvoj parlamentarismu, ústavnosti, pluralismu namířeného proti středověkému absolutismu, zárodky občanské společnosti). S tím souvisí výrazný ekonomický růst, zvyšování životní úrovně, úrovně obecného vzdělání a kultury. To vše na základě uplatňování technologického pokroku v souvislosti s vývojem učiněným ve vědách, rozvoje v duchu racionalismu. V některých částech Evropy, zvláště tam, kde se rozšířila reformace, dochází k výrazné sekularizaci státu i veškerého veřejného života, ve filosofii se uplatňuje deismus a ateismus.
Evropské velmoci v novověku vytvořily veskrze celosvětové koloniální říše, prostřednictvím těchto mocenských soustav dochází k propojování různých částí světa a urychlování celosvětového vývoje.

## Periodizace

### Raný novověk
Raný novověk lze vymezit obdobím renesance, humanismu a protestantskou a katolickou reformací; vrcholem mocenských střetnutí je třicetiletá válka. Ekonomický potenciál přebírá od šlechty měšťanstvo, dochází ke vzniku a rozvoji kapitalismu. Zároveň je ve státním zřízení feudalismus nahrazen absolutistickým (národním) státem s vyvinutým byrokratickým aparátem.

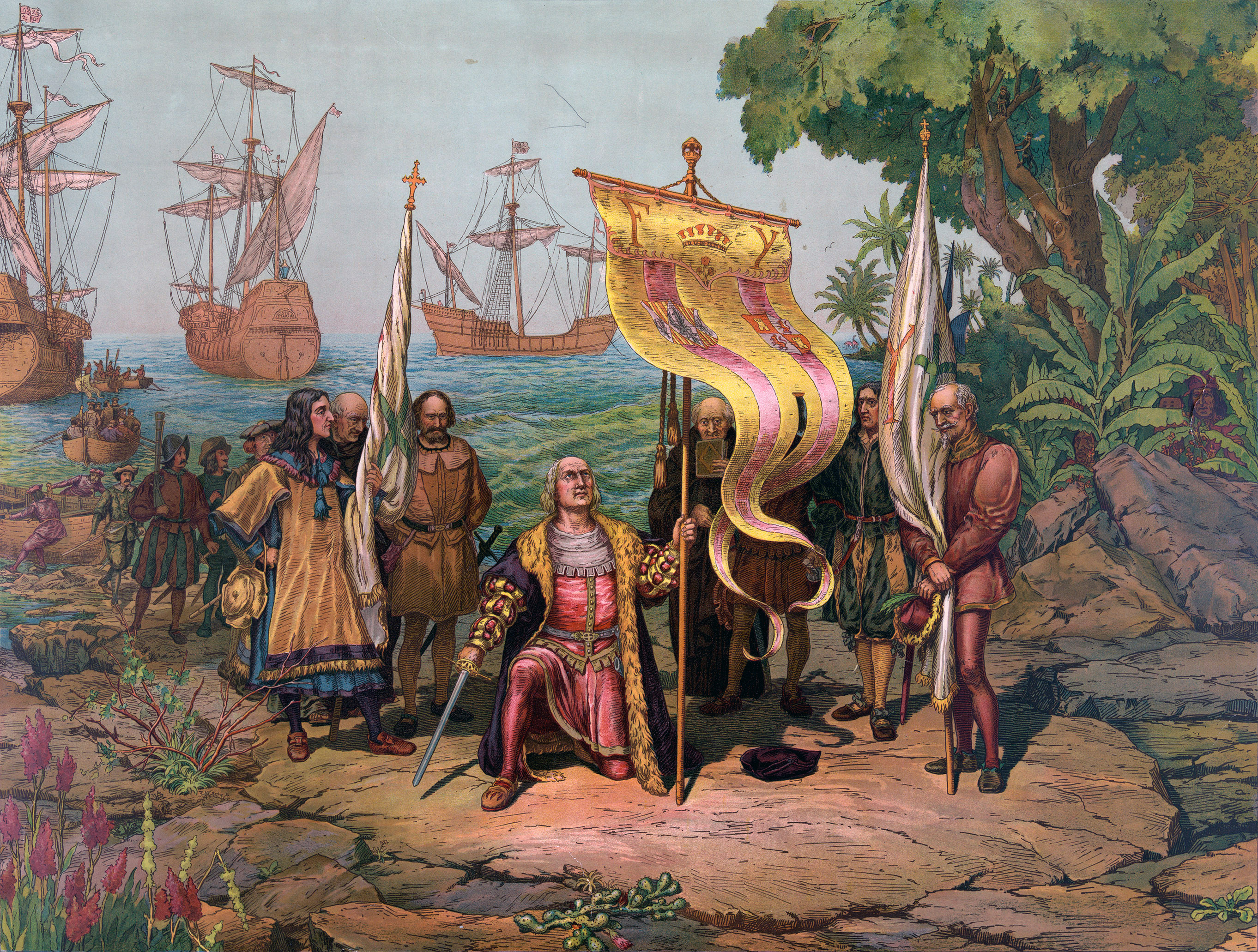
Kolumbus v Novém světě. Touto událostí započal novověk

### Vrcholný novověk
V období vyzrálého novověku dochází k rozšíření průmyslové revoluce, a to zvláště v Anglii a Francii. V Anglii, USA a ve Francii se uskutečňují prudké politické změny s dalekosáhlými důsledky (velké revoluce). Koloniální říše evropských velmocí rozšiřují svá území, zapříčiňují zároveň nerovnoměrnost ve světovém vývoji.
Jiní autoři[kdo?] soudí, že vrcholným novověkem je tzv. dlouhé 19. století, tedy období 1789–1912. V tomto období má rozhodující roli industrializace a jejím vlivem vytvoření komunikačního prostoru Evropy a Severní Ameriky (parní lodě, železnice, telegraf, telefon, rádio). Tři základní procesy 19. století: vytváření moderních národů, států a demokratizace (přímý kontakt se státní mocí). Vytvářejí se nové sociální vztahy (chudoba jako věc přežití se mění spíše ve srovnání s lépe postavenými).

### Moderní dějiny
V 19. století je na vzestupu nacionalismus, vrcholící revolučním rokem 1848. Svého zenitu dosahují koloniální velmoci, vznikají a rozšiřují se konflikty mezi nimi, stejně jako vnitřní rozpory sociálního a národnostního charakteru. Tyto procesy vrcholí první světovou válkou, pokud je do novověku zahrnuto 20. století. Následují moderní dějiny, které pokračuji až dodnes.